# مک‌کلر ۷۱۵۰
سیارک ۷۱۵۰ (به انگلیسی: 7150 McKellar، نامگذاری:1929TD1)۷۱۵۰مین سیارک کشف شده‌است که در ۱۱ اکتبر ۱۹۲۹ کشف شد.
قدر مطلق سیارک برابر ۱۲.۹ است.